# Сатири
Сати́ри (грец. σάτυροι) — у давньогрецькій міфології — лісові й гірські божества нижчого рангу, які уособлювали первісну, грубу силу природи; демони родючості, постійні супутники Діоніса. Зображалися як люди з тваринними рисами — первісно кінськими, пізніше козлиними, подібно до фавнів і силенів.

## Образ і заняття
Сатири зображалися як чоловіки з тваринними рисами: шерстю на тілі, з кінськими хвостами й вухами чи з козлиними рогами та ногами. Їхні носи були кирпаті, сатири мали скуйовджене волосся та бороди. Козлині риси також мав лісовий бог Пан. Вони супроводжували бога вина Діоніса та вирізнялися пустотливістю, а часто й нестриманістю, хтивістю та жагою до вина.
Окремі сатири вирізнялися. Так, мудрий сатир Сілен був учителем Діоніса. За одним з варіантів міфу, саме Сілен наділив жадібного Мідаса здатністю перетворювати на золото все, чого він торкався. Марсій був управним музикою, що грав на флейті і перевершував у цьому самого Аполлона, за що той здер із нього шкіру.
Римляни ототожнювали сатирів із власними духами природи, фавнами. Фавни були загалом схожі на сатирів, з більш вираженими козлиними рисами, але зазвичай їх сприймали як сором'язливих лісових створінь, на відміну від буйних сатирів давніх греків.

## У мистецтві

### Образотворче мистецтво
Зображення Діоніса в грецькому архаїчному та класичному мистецтві часто показують його в компанії сатирів. Як правило, сатирів зображали оголеними з довгим волоссям, бородою, хвостом, як у коня, і ерегованими пенісами. Архаїчніші зображення показують сатирів з людськими ногами, тоді як на пізніших сатири з кінськими ногами. Разом з тим в цілому вони ставали з часом людиноподібніші, зливаючись із образом панів — множинних форм бога Пана.
Типово сатирів зображали як вони п'ють вино, танцюють, грають на флейтах або спілкуються з Діонісом. Менади, які часто супроводжують сатирів в архаїчних і класичних зображеннях, часто замінюються в елліністичних зображеннях лісовими німфами, до яких сатири залицяються. Іноді німфу замінює гермафродит, який відмовляє сатиру, що сприйняв гермарфродита за дівчину. Поширені також зображення як сатири мастурбують або злягаються з тваринами.
У зображеннях римської доби сатири та фавни часто асоціюються з музикою та зображуються, граючи на Пановій флейті.
Протягом Раннього Середньовіччя риси та характеристики сатирів і бога Пана увійшли до традиційної християнської іконографії Сатани.
В епоху Відродження сатири та фавни змішалися, і їм надавалися козлині риси в будь-якому співвідношенні, яке художник вважав доречним. Хоча сатири епохи Відродження все ще іноді з'являються в сценах п'яних гулянок, як у античності, вони також іноді з'являються в сімейних сценах, поряд із жінками та немовлятами чи дітьми сатирів. У Німеччини сатирів особливо часто зображували в мирному житті у пустелі. Найвідомішим зображенням домашнього типу є гравюра Альбрехта Дюрера «Родина сатира» (1505). Це популярне зображення сатирів і диких людей, можливо, також допомогло породити пізнішу європейську концепцію шляхетного дикуна.
Відносини між сатирами та німфами ранньомедреного періоду часто зображуються вже як згодні. Прикладом цієї тенденції є картина Герріта ван Гонтгорста «Сатир і німфа» 1623 року, на якій зображено задоволених сатира та німфу, які хтиво пестять одне одного.
Упродовж XIX ст. картини з сатирами набули функції допустимого зображення сексуальності. Картина Вільяма-Адольфа Бугро «Німфи та сатир» (1873), попри ризикований сюжет, була масово відтворена на керамічній плитці, порцелянових тарілках та інших предметах розкоші в Сполучених Штатах.
Скульптури сатирів прикрашають будинок у Дніпрі, відомий як «Чортів дім», збудований наприкінці XIX ст.
Силует сатира має важливу роль у серії картин Кріса Офілі «Сім смертних гріхів» (2021—2023).

### Кінематограф
Італійський німий фільм 1917 року «Фавн» режисера Фебо Марі розповідає про статую фавна, який оживає та закохується в модель.
Фавни з'являються в анімаційній інсценізації Симфонії № 6 Людвіга ван Бетховена (1808) у анімаційному фільмі Діснея «Фантазія» (1940). Вони грають на сопілках Пана і пустують, а також допомагають купідонам об'єднувати кентаврів у пари.

## Галерея

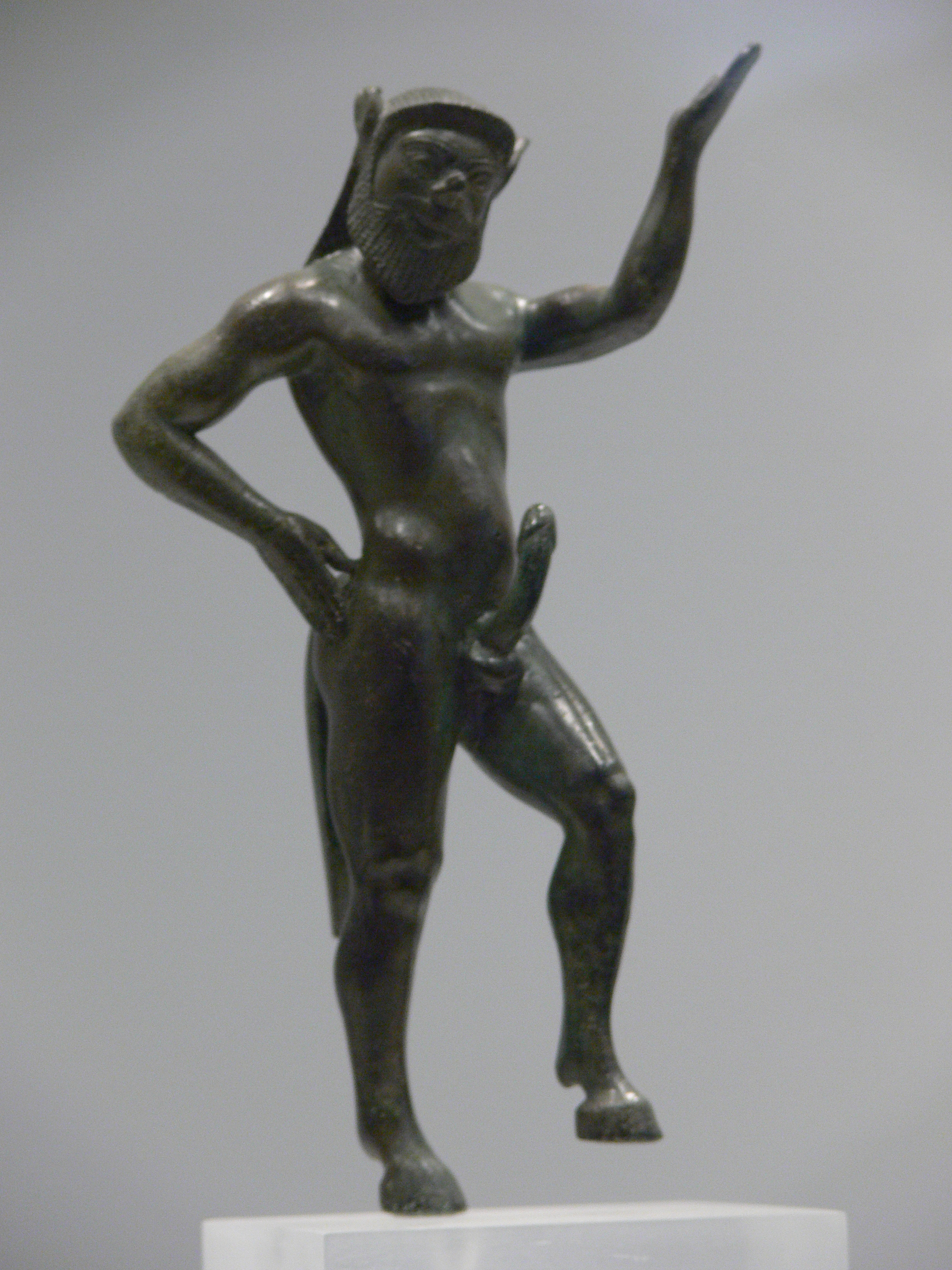
Статуя ітіфалічного сатира Сілена з Додони, Національний археологічний музей, Афіни (540-530 до н.е.)
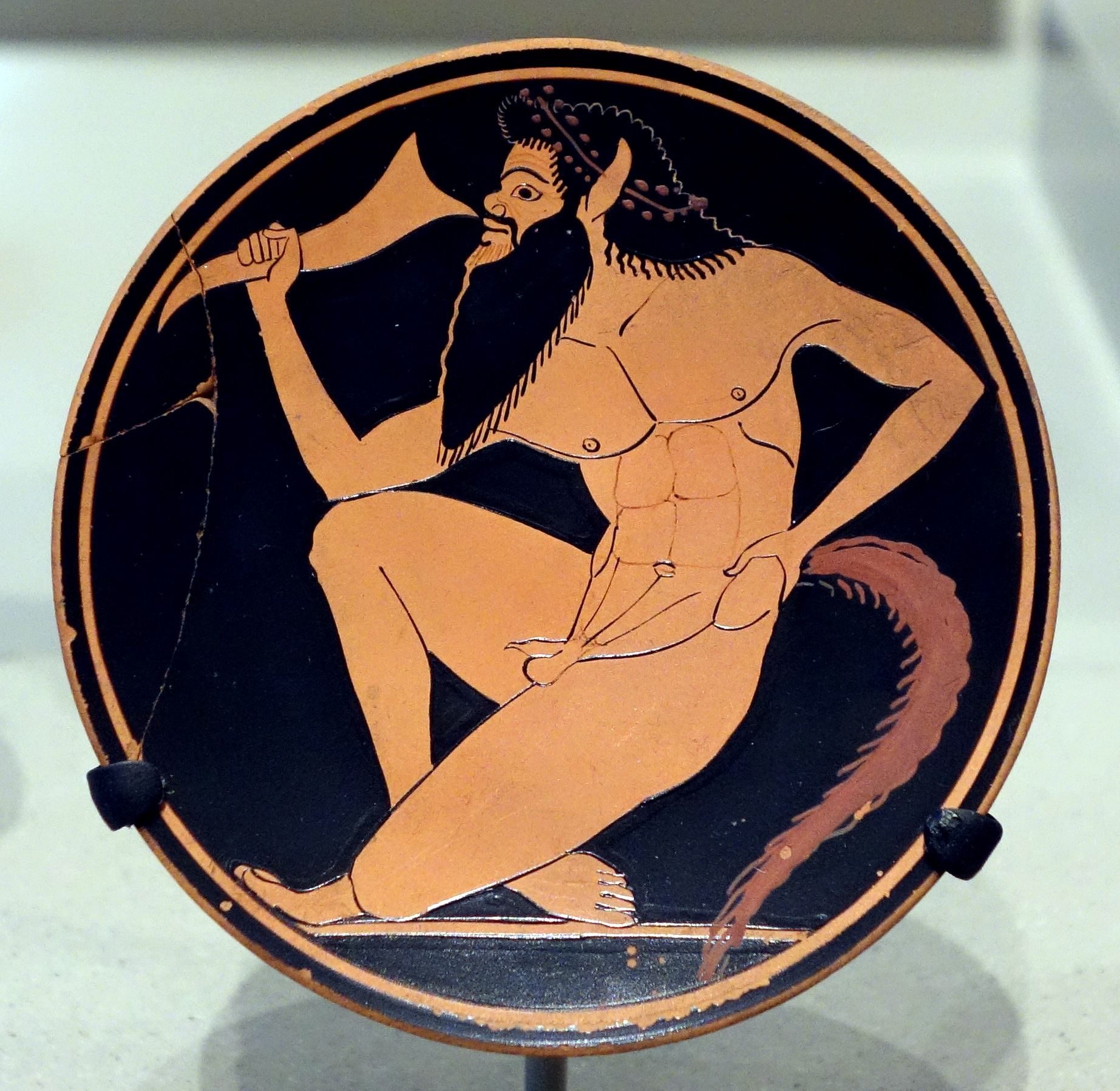
Сатир з рогом для пиття на червонофігурному килику, Музей витончених мистецтв у Бостоні (кінець VI ст. до н.е.)
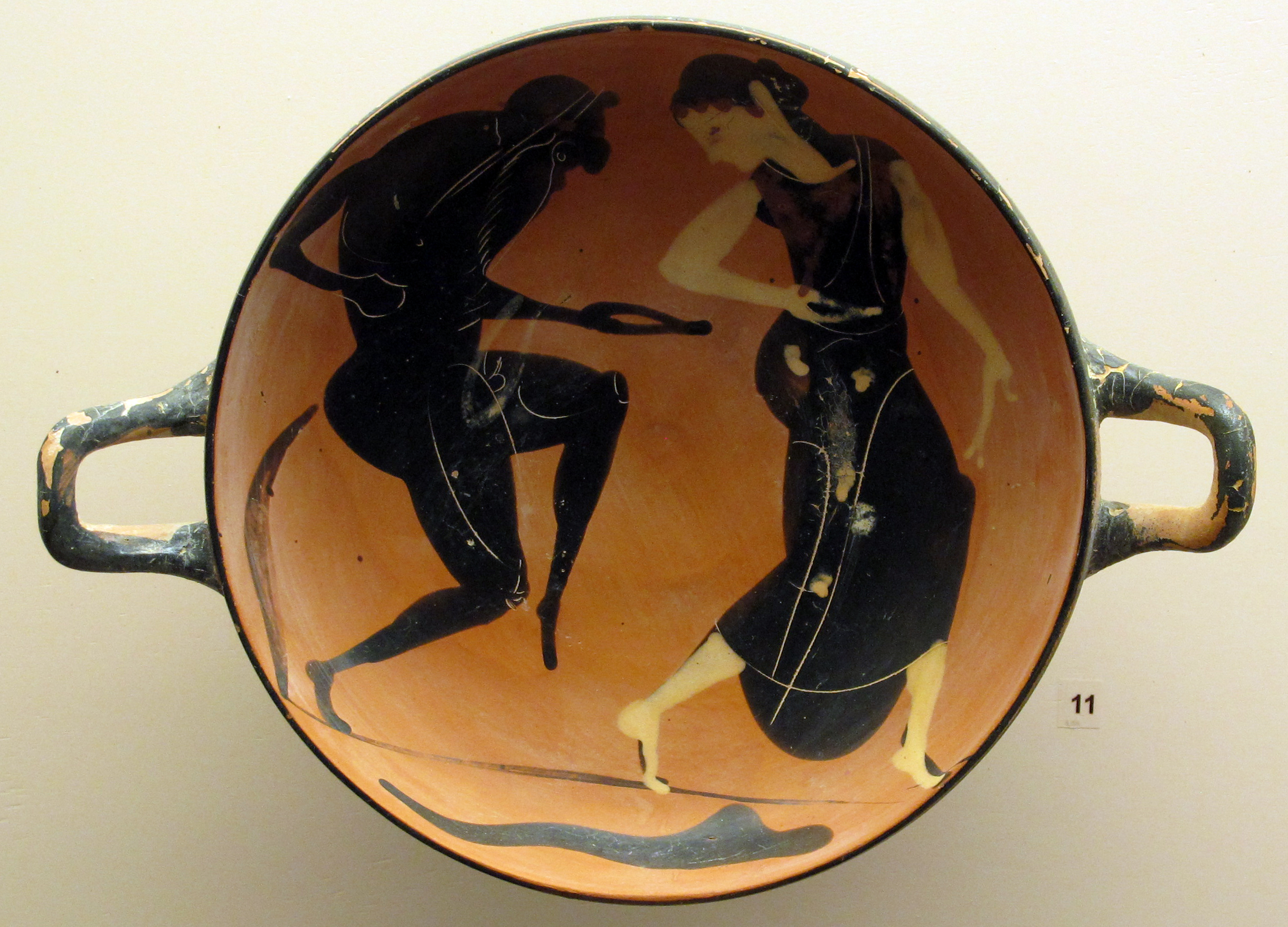
Чорнофігурна чаша з танцюючим сатиром і менадою (бл. 500 до н.е.)
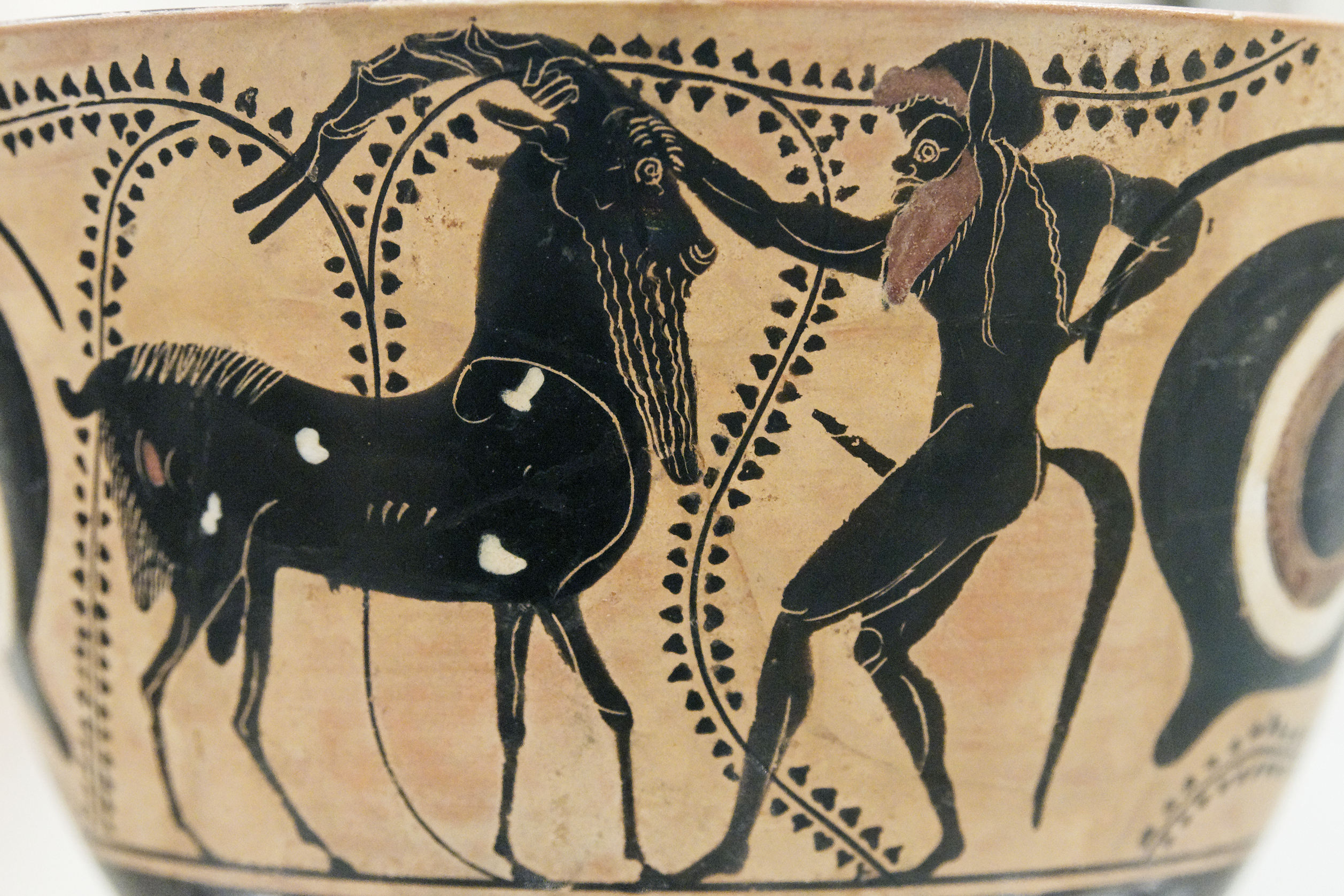
Сілен і цап. Фрагмент чорнофігурного кіафа, Музей мистецтва Метрополітен (бл. 520 до н.е.)
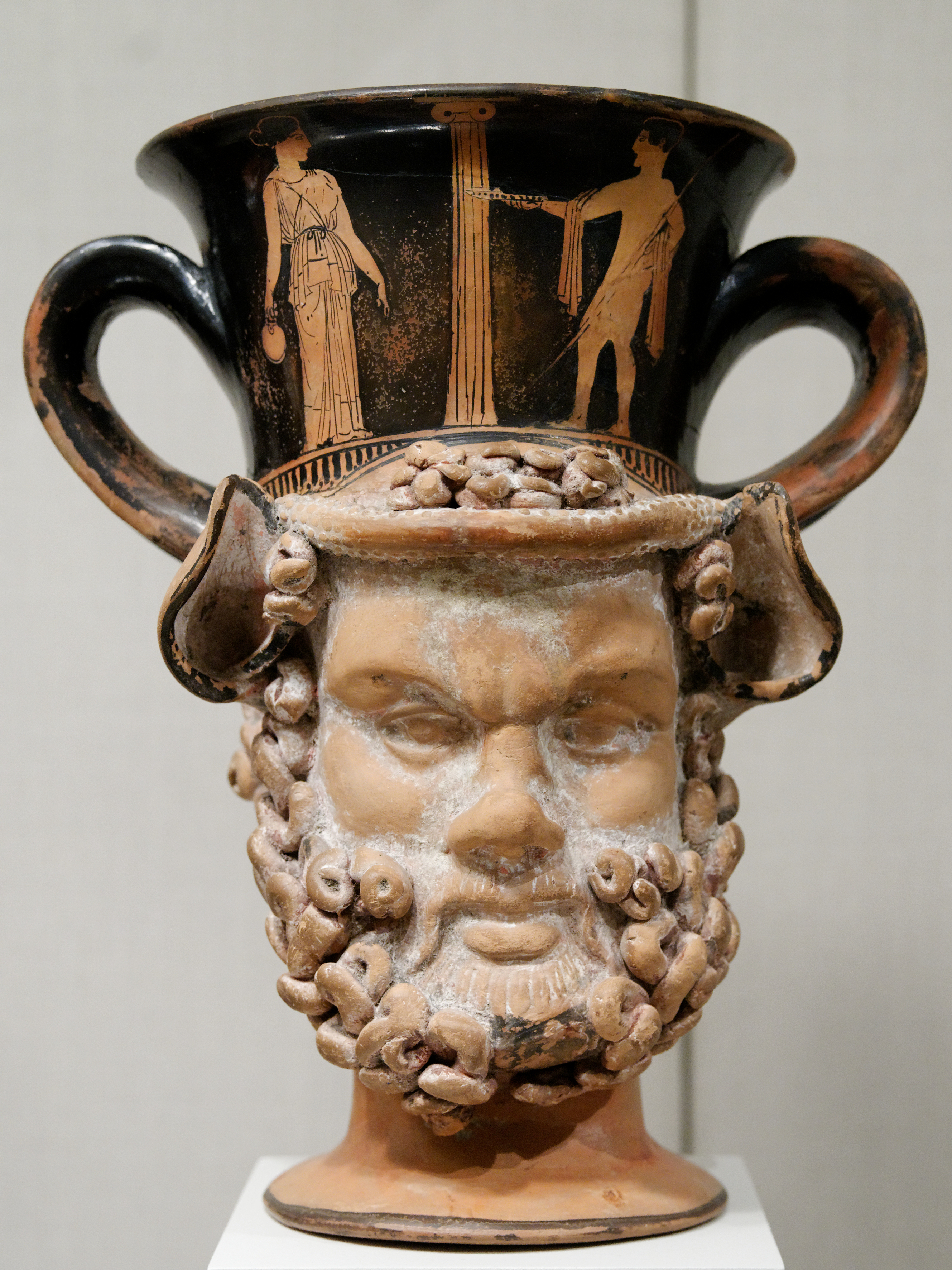
Ваза у вигляді голови сатира. Музей мистецтв Метрополітен (бл. 420 до н.е.)
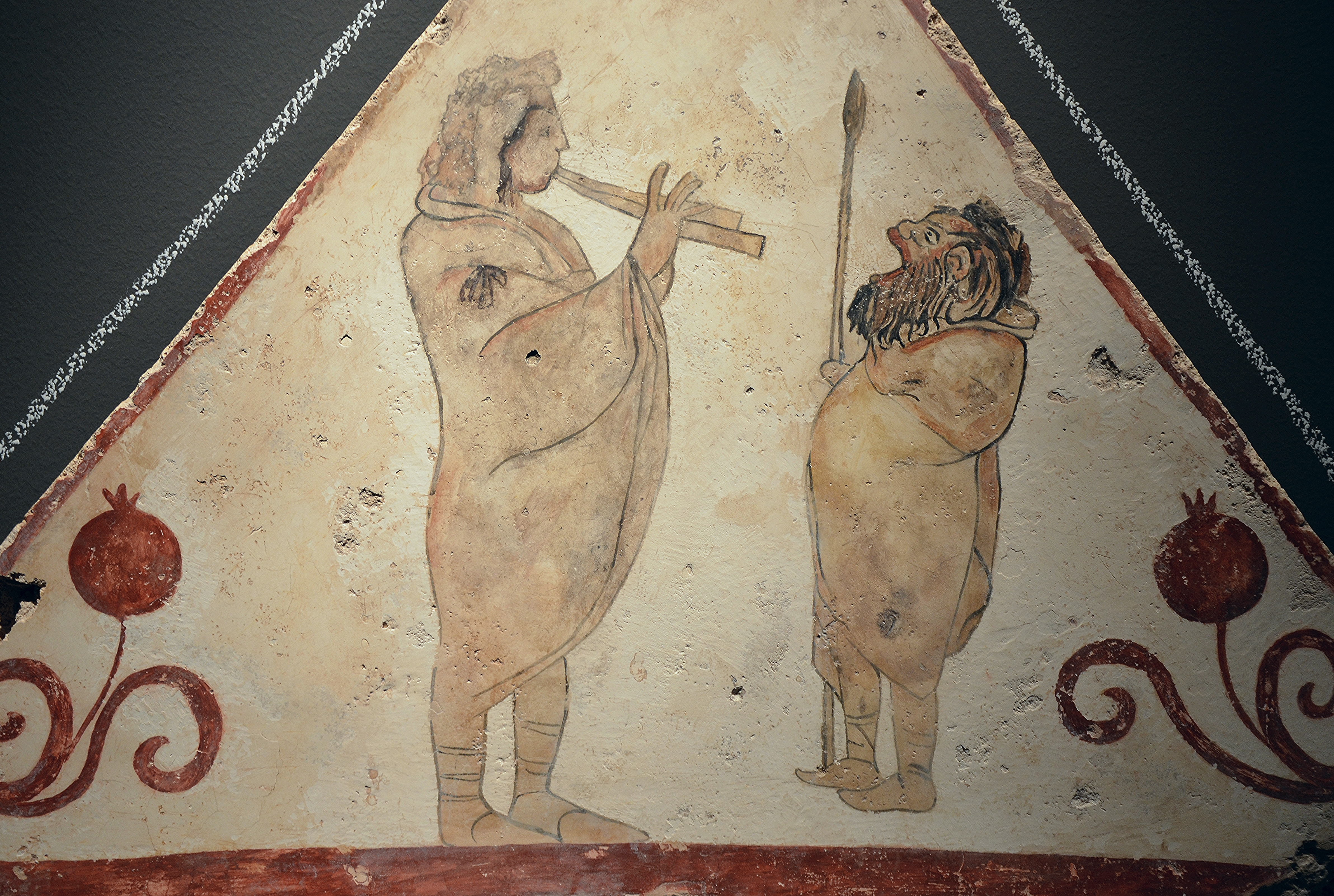
Фреска із зображенням гравця на авлосі в супроводі сатира. Пестум (IV ст. до н.е.)
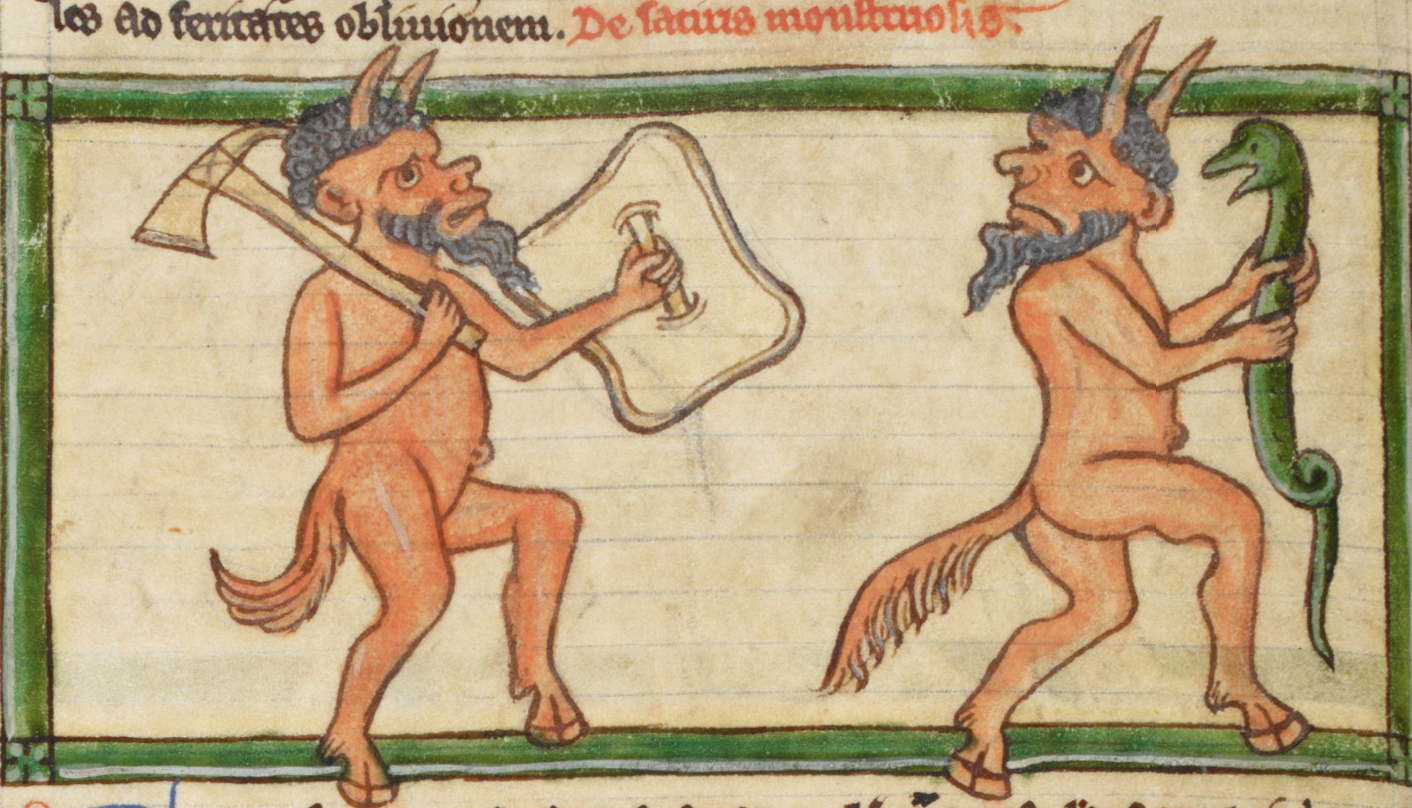
Сатири в бестіарії Гарлі (кін. XII - поч. XIII ст.)
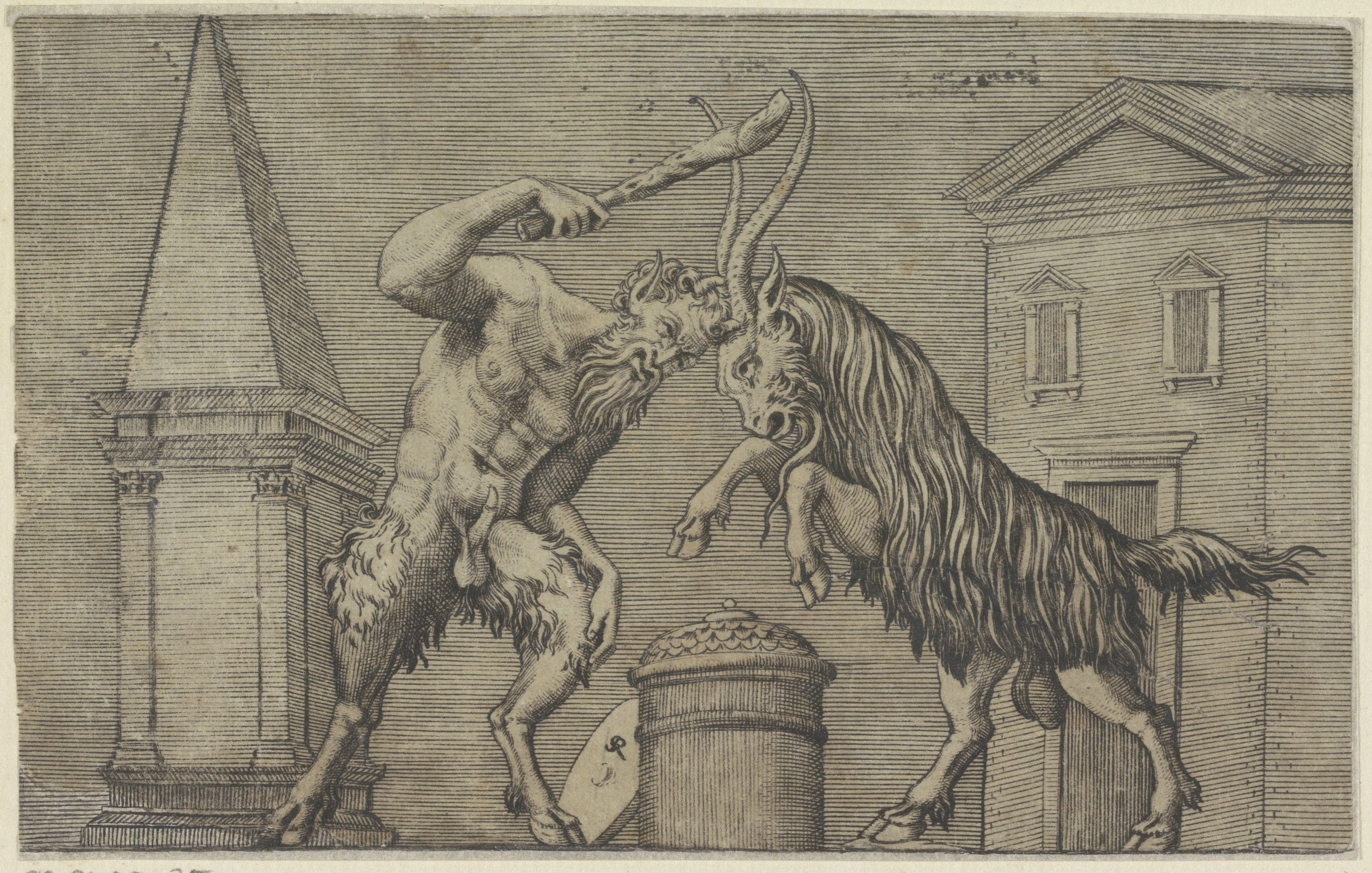
Сатир і цап. Гравюра Марко Денте (між 1498 і 1532)
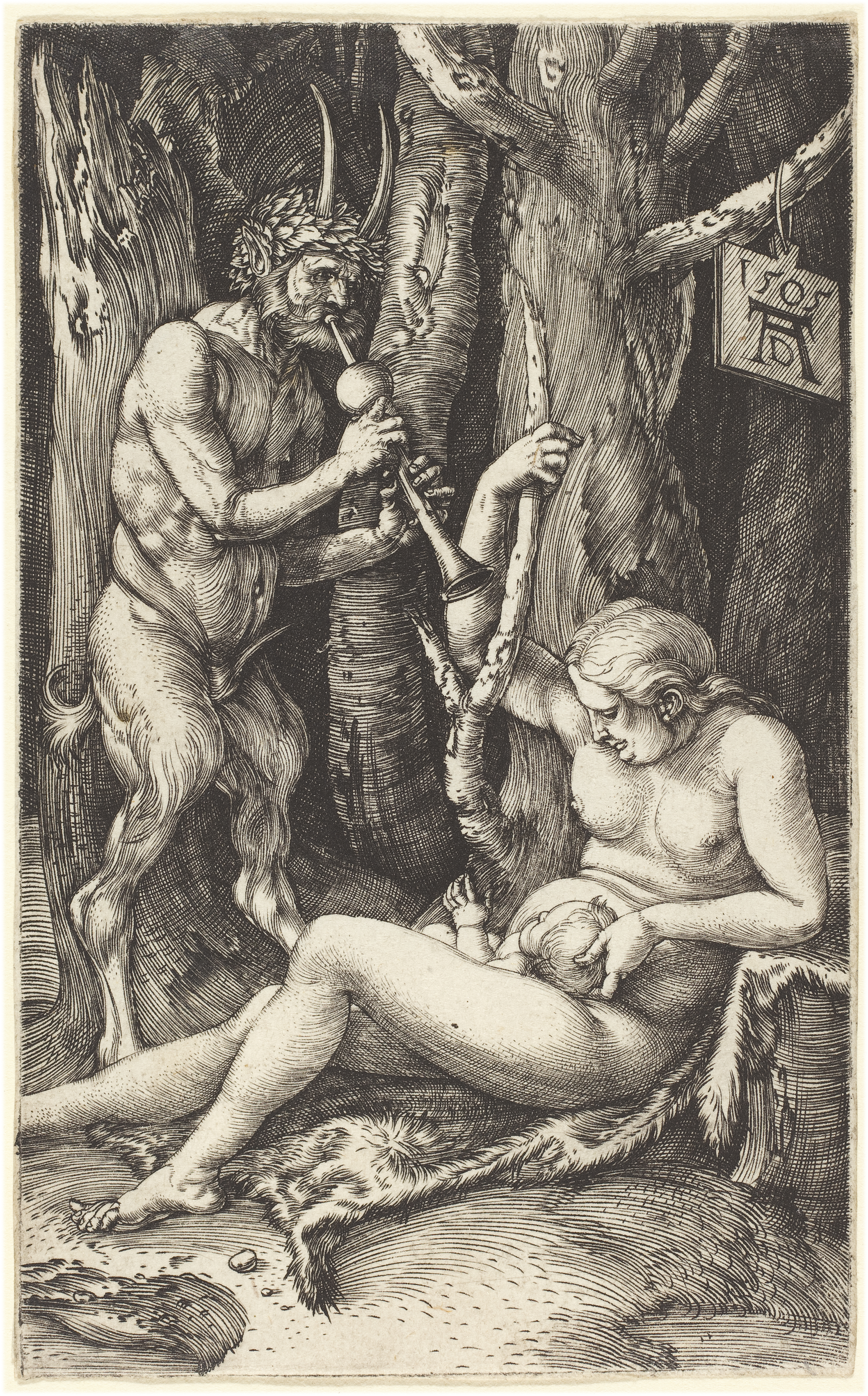
Родина сатира. Гравюра Альбрехта Дюрера, Національна галерея мистецтва (1505)
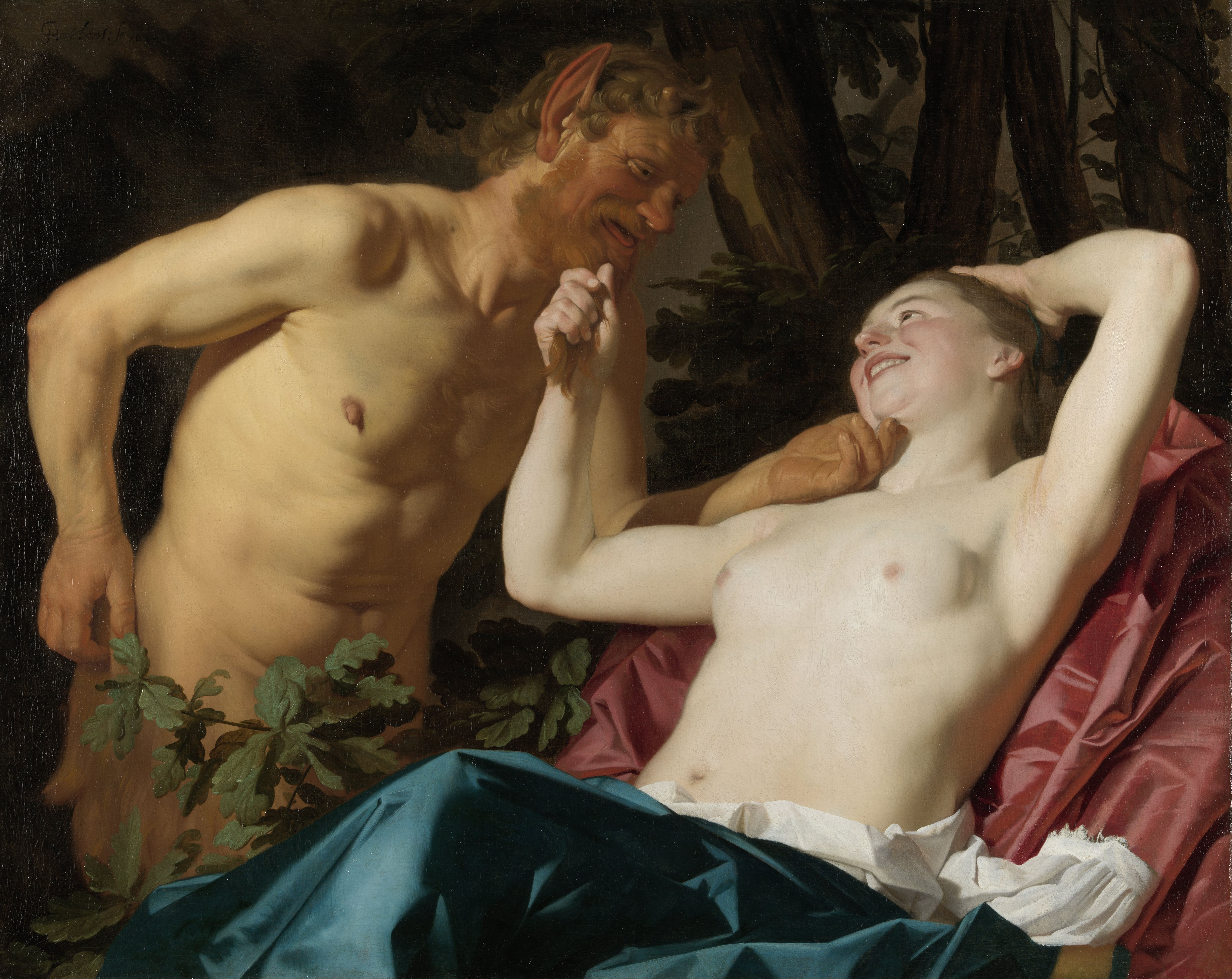
Закоханий сатир. Герріт ван Гонтгорст, Палац Вайсенштайн (1632)
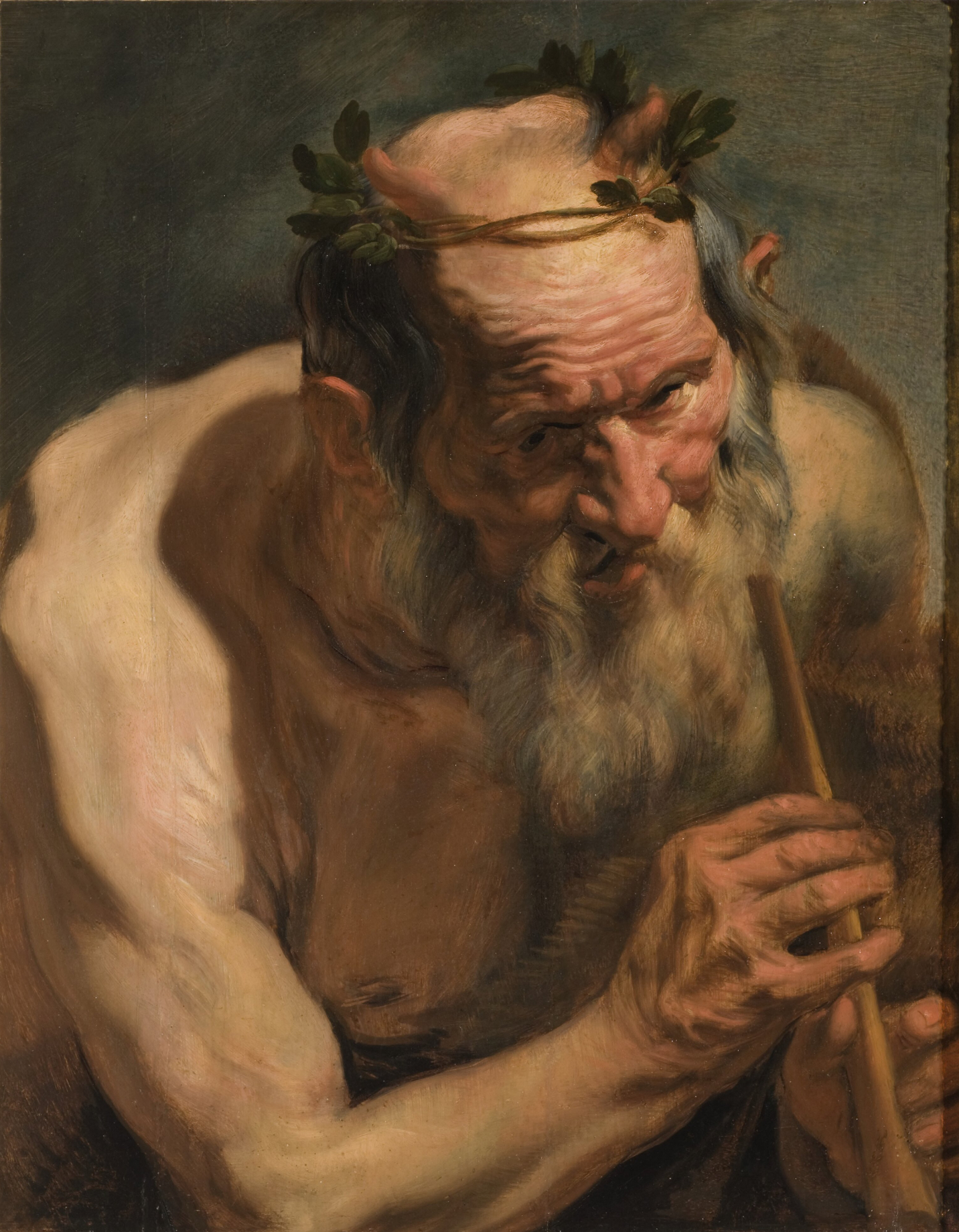
Старий сатир тримає флейту. Якоб Йорданс, Національний музей Швеції (XVII ст.)
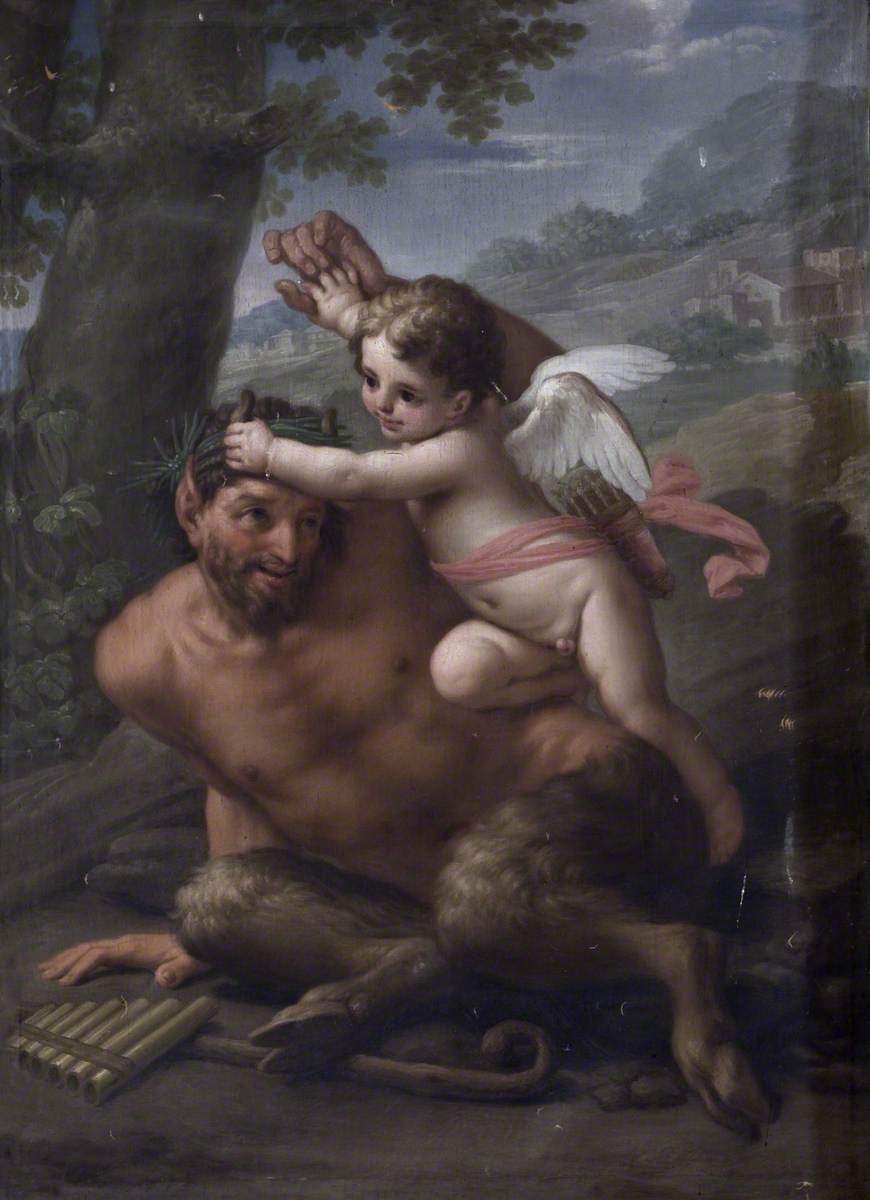
Купідон атакує сатира. Франческо Манчіні (між 1758 і 1760)
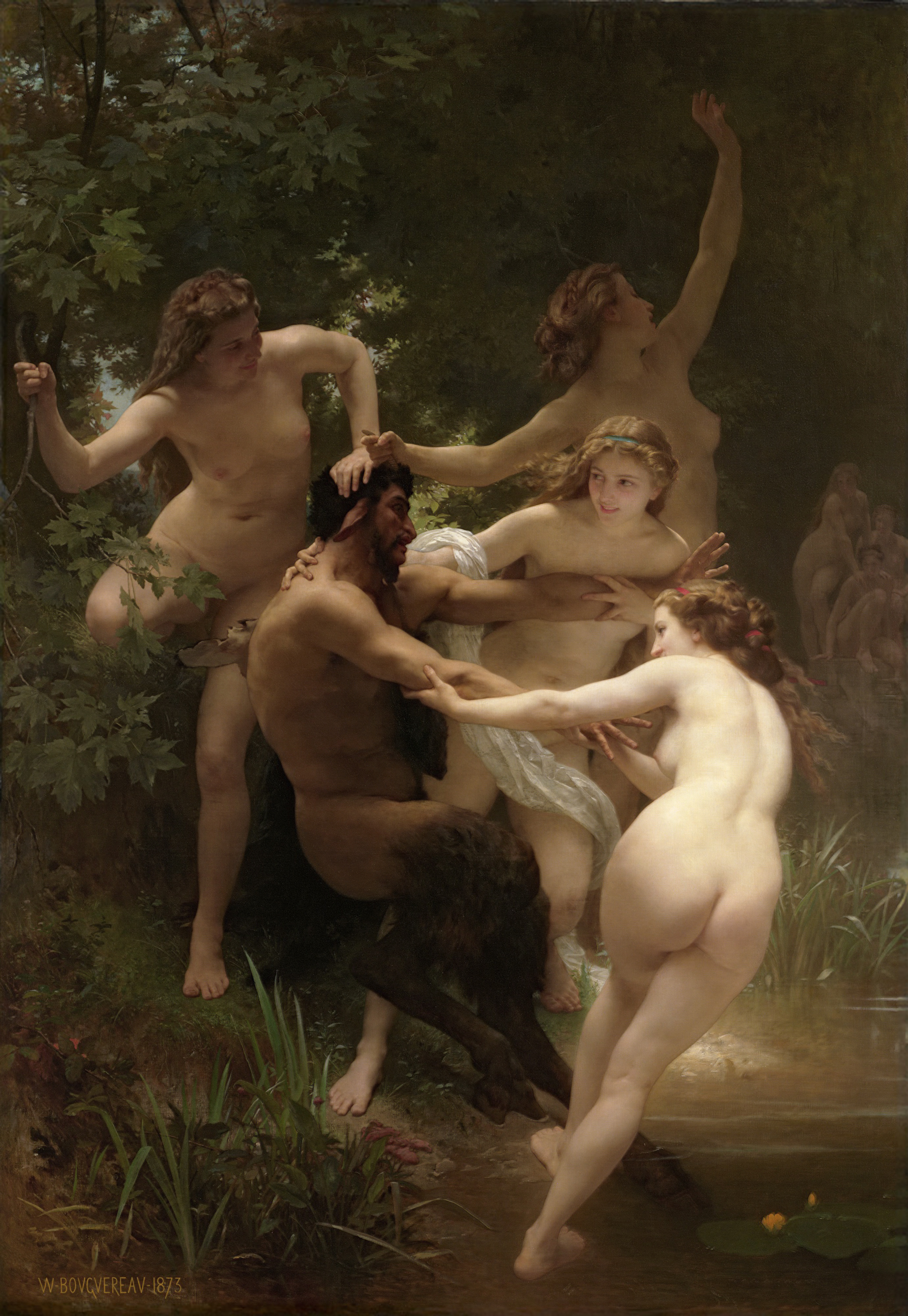
Німфи та сатир. Вільям-Адольф Бугро, Інститут мистецтв Стерлінга і Франсіна Кларка (1873)
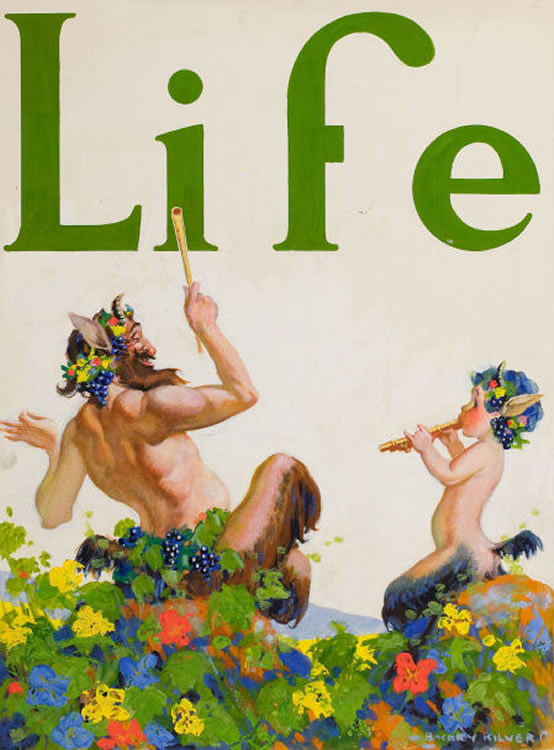
Пан і сатир на обкладинці журналу «LIFE» (1923)
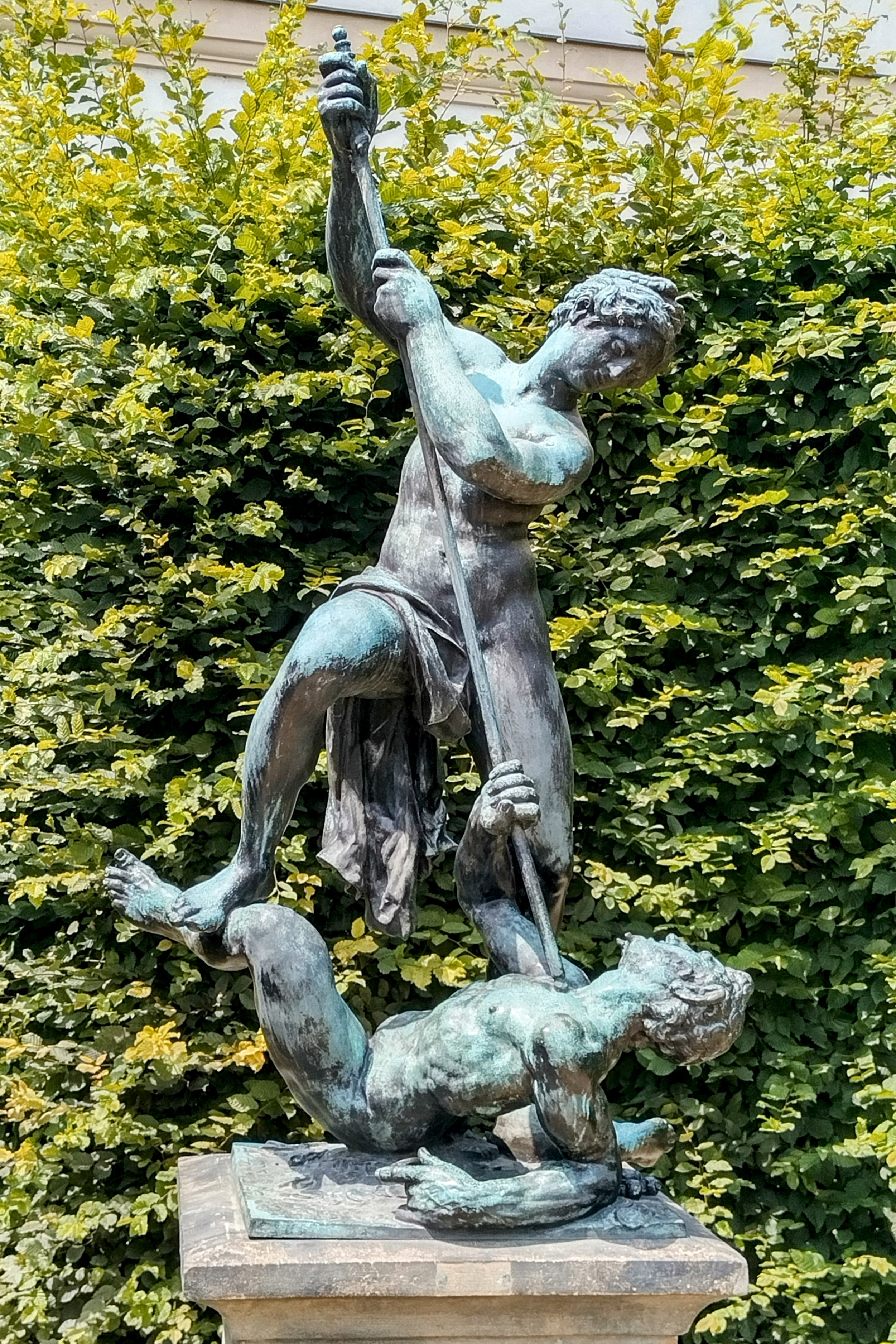
Бій німфи із сатиром. Адріан де Врис, парк Валдштейнського палацу, Прага